# Univerzális osztály
Univerzális osztálynak nevezzük a halmazelméletben az összes halmaz osztályát. Alternatív elnevezések: univerzum, halmazuniverzum.) Bevett jelölése: {\displaystyle \mathrm {V} }. Meghatározása:
{\displaystyle \mathrm {V} =\{x|\,x=x\}}
Szavakban: {\displaystyle \mathrm {V} } azon individuumok osztálya, amelyek azonosak önmagukkal. Mivel az {\displaystyle x=x} formula logikai igazság, minden individuum eleme a {\displaystyle \mathrm {V} } osztálynak.
A legtöbb halmazelméleti axiómarendszerben {\displaystyle \mathrm {V} } valódi osztály. Az ellenkező feltevés a Cantor-paradoxon néven ismert ellentmondásra vezetne. Kivételt képeznek az alábbi halmazelméletek, amelyekben az univerzális osztály halmaz, és eleme önmagának:
- a New Foundations elméletcsalád;
- a pozitív halmazelméletek;
- a Church-Oswald halmazelmélet.

A jólfundált halmazelméletekben {\displaystyle \mathrm {V} } egybeesik a Russell-osztállyal. Ezekben az elméletekben a Russell-paradoxon is akadályozza, hogy a halmazok közé soroljuk.
Atomos halmazelméletekben a fenti meghatározás az összes individuum (halmaz és atom) osztályát vezeti be. Ha {\displaystyle \mathrm {V} }-t nem az összes individuum, hanem az összes halmaz osztályaként szeretnénk meghatározni, akkor az alábbi meghatározással kell élnünk:
{\displaystyle \mathrm {V} =\{x|\,\mathrm {m} (x)\}}
(Itt {\displaystyle \mathrm {m} (x)} rövidíti azt, hogy x halmaz.)